# Putin-Enzyklopädie
Die Putin-Enzyklopädie (russisch Путинская энциклопедия / Putinskaja enziklopedija, wiss. Transliteration Putinskaja ėnciklopedija) ist ein Nachschlagewerk des russischen Schriftstellers und Historikers Nikolai Alexandrowitsch Senkowitsch (geb. 1944) belarussischer Herkunft. Sie erschien zuerst 2006 bei der Olma Press in Moskau, eine 2. Auflage erschien 2008.

## Inhalt
Es ist das erste Buch in der russischen und internationalen Geschichtsschreibung, das in diesem Umfang Informationen aus dem inneren und äußeren Umfeld des Präsidenten der Russischen Föderation Wladimir Putin („Putins Entourage“) sammelt und systematisiert.
Nach der Darstellung von Felix Philipp Ingold in der NZZ will die Enzyklopädie «die geheimen Federn für seine Himmelfahrt zum schwindelerregenden Kreml-Olymp» dokumentarisch festhalten und stellt mehr als 400 Persönlichkeiten in Wort und Bild vor, die ihm zu dieser «Himmelfahrt» verhalfen oder die er selbst als Helfershelfer dafür rekrutiert hat.
Der Autor gilt als einer der sachkundigsten Analytiker des zeitgenössischen politischen Lebens in Russland, der für seine dokumentarischen Untersuchungen der geheimen Quellen des Aufstiegs von immer mehr Menschen in den schwindelerregenden Olymp des Kremls bekannt ist; er hat eine einzigartige Sammlung von Biografien derjenigen geschaffen, die Russland damals regierten bzw. derzeit regieren.
Wie später beispielsweise auch in der Putin-Biographie (2022) von Philip Short wurden von Senkowitsch das Putin-Selbstporträt Aus erster Hand und die zweibändige Putin-Biographie von Oleg Blozki ausführlich herangezogen.

## Personen
Der Inhalt des Buches ist größtenteils auch online abrufbar.
Personenverzeichnis
Anmerkung: Die Angabe der Personennamen erfolgt in der Reihenfolge des Russischen (und größtenteils in dessen transkribierter Schreibung).
Tagir Abdullajew

Alexander Sergejewitsch Abramow 

Roman Arkadjewitsch Abramowitsch

Valdas Adamkus

Jewgeni Olegowitsch Adamow

Askar Akajew

Nikolai Jemeljanowitsch Aksjonenko

Boris Sergejewitsch Aljoschin

Heydər Əlirza oğlu Əliyev

Ilham Hejdär oglu Älijew

Jewgenija Markowna Albaz

Juri Wladimirowitsch Andropow

Michail Anischtschenko

Igor Konstantinowitsch Antonow

Igor Jurjewitsch Artemjew

Aslambek Achmedowitsch Aslachanow

Alexandra Georgijewna Astankowitsch

Darja Afonina

Dmitri Fedorowitsch Ajazkow

Baba Anja

Marat Wiktorowitsch Baglaj

Wladimir Jurjewitsch Bakin

Juri Nikolajewitsch Balujewskij

Boris Nikolajewitsch Balyberdin

Donatas Juosowitsch Banionis

Alexander Iwanowitsch Bastrykin

Alexander Dmitrijewitsch Beglow

Larissa Dmitrijewna Besnina

Alexei Wassiljewitsch Bjeljewjez

Gennadi Sidorowitsch Belik

Andrei Jurjewitsch Beljaninow 

Alexander Nikolajewitsch Beljajew

Sergei Georgijewitsch Beljajew

Alexander Semjonowitsch Beljakow

Horst Böhm

Boris Abramowitsch Beresowski

Jan Karlowitsch Bersin (Peteris Janowitsch Kjusis)

Alexander Dmitrijewitsch Bjespalow

Alexander Wiktorowitsch Blochin

Oleg Michailowitsch Blozki

Nikolai Leonidowitsch Bobrowski

Nila Grigorjewna  Bogdanowa

Waleri Nikolajewitsch Bogomolow

Juri Jurjewitsch Boldyrjew

Taimuras Kasbekowitsch Bollojew

Alexei Alexejewitsch Bolschakow

Jelena Georgijewna Bonner

Nikolai Nikolajewitsch Bordjuscha

Wiktor Filippowitsch Borissenko

Irina Borisowa

Pawel Pawlowitsch Borodin

Michail Sergejewitsch Bojarski

Wladimir Alexejewitsch Brynzalow

Larissa Igorewna Brytschewa 

Gennadi Iwanowitsch Bukajew

Igor Michailowitsch Bunin

Alexander Germanowitsch Burutin

George Walker Bush

Andrei Wjatscheslawowitsch Wawra

Wladimir Prokofjewitsch Walujew

Michail Walentinowitsch Wanin

Dmitri Walerjewitsch Wasiljew

Ljudmila Alexejewna Wjerbizkaja

Alexander Albertowitsch Wjeschnjakow

Nikolai Wladimirowitsch Winogradow

Pawel Nikolajewitsch Winogradow

Juri Nikolajewitsch Wolkow

Wjatscheslaw Wiktorowitsch Wolodin

Alexander Staljewitsch Woloschin

Markus Wolf

Wladimir Nikolajewitsch Woronin

Pawel Igorewitsch Woschtschanow

Wladimir Semjonowitsch Wyssozki

Alexander Sergejewitsch Gawrin

Farid Rafikowitsch Gasisullin

Boris Wsewolodowitsch Gajdar

Jegor Timurowitsch Gajdar

Maxim Alexandrowitsch Galkin

Dmitri Wassiljewitsch Ganzerow

Natalja Pawlowna Geworkjan

Wiktor Wladimirowitsch Gjeraschtschenko

Waleri Abissalowitsch Gergijew

Lothar Gärtner

Juri Pawlowitsch Gladkow

Sergei Jurjewitsch Glasjew

Oleg Markowitsch Goworun

Stanislaw Sergejewitsch Goworuchin

Tatjana Alexejewna Golikowa

Charles de Gaulle

Michail Sergejewitsch Gorbatschow

Alexei Wassiljewitsch Gordejew

Herman Oskarowitsch Gref

Alexander Andrejewitsch Grigorjew

Galina Wiktorowna Grigorjan (Grjasnowa)

Alexei Alexejewitsch Gromow

Boris Wjatscheslawowitsch Gryslow

Wera Dmitrijewna Gurjewitsch

Wladimir Alexandrowitsch Gussinski

Wadim Anatoljewitsch Gustow

Siegfried Dannat

Sergei Michailowitsch Darkin

Arkadi Wladimirowitsch Dworkowitsch

Michail Illarionowitsch Djemjenkow

Umar Alijewitsch Dschabrailow

Dmitri Anatoljewitsch Medwedew

Walentina Iwanowna Dolina

Alexander Nikolajewitsch  Dondukow

 Leonid Wadimowitsch Dratschewski

Tatjana Borissowna Djatschenko

Wladimir Konstantinowitsch Jegorow

Nikolai Dmitrijewitsch Jegorow

Wladimir Wassiljewitsch Jelagin

Boris Nikolajewitsch Jelzin

Marina Walentinowna Jentalzewa

Wladimir Iwanowitsch Jerjomenko

Iwan Iwanowitsch Jefremow

Antonina Wladimirowna Jefremowa

Alexander Jegorowitsch Scherichow  

Wladimir Wolfowitsch Schirinowski

Anatoli Dmitrijewitsch Schicharjow

Dmitri Sergejewitsch Schuikow

Alexander Dmitrijewitsch Schukow

Iwan Iwanowitsch Saizew

Juri Jewgenjewitsch Saostrowzew 

Konstantin Fedorowitsch Satulin

Alexander Grigorjewitsch Swjaginzew

Wiktor Wassiljewitsch Solotow

Wladimir Jurjewitsch Sorin

Waleri Dmitrijewitsch Sorkin

Wiktor Alexejewitsch Subkow

Michail Jurjewitsch Surabow

Klaus Zuchold 

Gennadi Andrejewitsch Sjuganow

Murat Magometowitsch Sjasikow

Anton Alexandrowitsch Iwanow

Wiktor Petrowitsch Iwanow

Igor Sergejewitsch Iwanow

Sergei Borissowitsch Iwanow

Sergei Michailowitsch Ignatjew

Andrei Nikolajewitsch Illarionow

Stanislaw Walentinowitsch Iljassow

Kamil Schamiljewitsch Ischakow

Achmat Chadschi Kadyrow

Ramsan Achmatowitsch Kadyrow

Wiktor Germanowitsch Kasanzjew

Dmitri Rafaeljewitsch Kalimullin

Michail Wadimowitsch Kalmykow

Oleg Danilowitsch Kalugin

Wiktor Iwanowitsch Kaljuschny

Galina Nikolajewna Karjelowa

Alexander Bogdanowitsch Karlin

Garri Kimowitsch Kasparow

Michail Michailowitsch Kassjanow

Jelena Georgijewna Katajewa

Anatoli Wassiljewitsch Kwaschnin

Sergei Wladilenowitsch Kirijenko

Henry Alfred Kissinger

Ilja Iossifowitsch Klebanow

Larissa Dmitrijewna Klepazkaja

Bill Clinton (William Jefferson „Bill“ Clinton)

Nikolai Dmitrijewitsch Kowaljew

Juri Walentinowitsch Kowaltschuk

Wladimir Igorewitsch Kogan

Wadim Michailowitsch Koschjewnikow

Wladimir Igorewitsch Koschin

Michail Jurjewitsch Koschuchow

Dmitri Nikolajewitsch Kosak

Andrei Iwanowitsch Koljesnikow

Wladimir Petrowitsch Komojedow

Konni

Alexander Wladimirowitsch Konowalow

Nikolai Wiktorowitsch Kormilzew

Alexander Kormuschkin

Alexander Sergejewitsch Kosopkin

Igor Wladimirowitsch Kostikow

Alexander Alexejewitsch Kotjenkow

Nikolai Pawlowitsch Koschman

Alexei Jurjewitsch Koschmarow

Alexander Alexejewitsch Krawez

Juri Anatoljewitsch Krawzow

Andrei Anatoljewitsch Kraini

Natalja Alexandrowna Kriwowa

Nikolai Michailowitsch Kropatschjew

Michail Walentinowitsch Krotow

Wladimir Alexandrowitsch Krjutschkow

Wladimir Michailowitsch Kuwarin

Alexei Leonidowitsch Kudrin

Walentina Andrejewna Kusmina

Alexander Kusmitsch Kulkow

Anatoli Alexejewitsch Kurkow

Wladimir Iwanowitsch Kurojedow

Leonid Danilowitsch Kutschma

Giulietto Chiesa

Sergei Wiktorowitsch Lawrow

Juri Konstantinowitsch Laptew

Petr Michailowitsch Latyschjew

Sergei Nikolajewitsch Lebedew

Igor Jewgenjewitsch Lewitin

Johannes Legner

Lenin (Uljanow) Wladimir Iljitsch

Michail Jurjewitsch Lessin

Juri Sergejewitsch Leschtschow

Jewgeni Kusmitsch Lissow

Wladimir Stefanowitsch Litwinjenko

Wladimir Alexandrowitsch Loginow

Juri Michailowitsch Luschkow

Alexander Grigorjewitsch Lukaschenko

Juri Iwanowitsch Lwow

Ljudmila

Nikolai Iwanowitsch Makarow

Michail Witaljewitsch Margelow

Sergei Maslow

Wladimir Wassiljewitsch Masorin

Lasar Lasarewitsch Matwejew

Jewgenija Timofejewna Matwejewa

Walentina Iwanowna Matwijenko

Dmitri Anatoljewitsch Medwedew

Roi Alexandrowitsch Medwedew

Dmitri Fedorowitsch Mesenzew

Lennart Meri

Stanislaw Petrowitsch Merkurjew

Alexei Borissowitsch Miller

Alexander Wiktorowitsch Minkin

Michail Alexejewitsch Mironow

Sergei Michailowitsch Mironow

Wjatscheslaw Alexandrowitsch Michailow

Sergei Wladimirowitsch Michalkow

Larissa Pawlowna Mischustina

Witali Wladimirowitsch Mosjakow

Michail Pawlowitsch Mokrezow 

Andrei Jurjewitsch Moltschanow

Juri Wjatscheslawowitsch Moltschanow

Jewgeni Alexejewitsch Murow

Waleri Abramowitsch Musin

Witali Leontjewitsch Mutko

Elwira Sachipsadowna Nabiullina

Waleri Lwowitsch Nasarow

Jewgeni Iwanowitsch Nasratjenko 

Ljudmila Borissowna Narussowa

Sergei Jewgenjewitsch Naryschkin

Alexander Glebowitsch Newsorow

Boris Jefimowitsch Nemzow

Daniil Pawlowitsch Nossyrew

Raschid Gumarowitsch Nurgalijew

Wladimir Borissowitsch Ossipow

Gleb Olegowitsch Pawlowski

Ella Alexandrowna Pamfilowa

Waleri Jewgenjewitsch Parfjonow

Nikolai Platonowitsch Patruschew

Arwid Janowitsch Pelsche

Anatoli Nikolajewitsch Perminow

Wladimir Nikolajewitsch Pligin

Alexei Iwanowitsch Podberjoskin

Dschachan Redschepowna Pollyjewa 

Georgi Sergejewitsch Poltawtschenko

Xenija Jurjewna Ponomarjowa

Andrei Anatoljewitsch Popow

Alexander Petrowitsch Potschinok

Jewgeni Maximowitsch Primakow

Anatoli Ignatjewitsch Pristawkin

Sergei Eduardowitsch Prychodko

Wadim Semjonowitsch Prochorow

Igor Jewgenjewitsch Pusanow

Konstantin Borissowitsch Pulikowski

Wladislaw Nikolajewitsch Putilin

Alexander Spiridonowitsch Putin

Alexei Spiridonowitsch Putin

Wiktor Wladimirowitsch Putin

Wladimir Wladimirowitsch Putin

Wladimir Spiridonowitsch Putin

Wladimir Putin

Jewgeni Michailowitsch Putin

Igor Alexandrowitsch Putin

Michail Spiridonowitsch Putin

Spiridon Iwanowitsch Putin

Anna Alexejewna Putina

Anna Spiridonowna Putina

Katerina Wladimirowna Putina

Ljudmila Alexandrowna Putina

Ljudmila Spiridonowna Putina

Marija Wladimirowna Putina

Marija Iwanowna Putina

Olga Iwanowna Putina

Arkadi Issaakowitsch Raikin

Grigori Alexejewitsch Rapota

Alexander Glebowitsch Rar

Anatoli Semjonowitsch Rachlin

Wladimir Olegowitsch Rachmanin

Leonid Dododschonowitsch Reiman

Wladimir Rensin

Dima Rogatschow

Pawel Alexejewitsch Roschkow

Alexander Jakowlewitsch Rosenbaum

Sergei Pawlowitsch Roldugin

Konstantin Olegowitsch Romodanowski

Boris Romanowitsch Rotenberg

Franklin Delano Roosevelt

Alexander Jurjewitsch Rumjanzew

Wladimir Borissowitsch Ruschailo

Iwan Petrowitsch Rybkin

Wladimir Alexandrowitsch Ryschkow

Arnold Rüütel

Mychajlo Nikolosowytsch Saakaschwili

Jewgeni Wadimowitsch Sawostjanow

Marina Jewgenjewna Salja

Sergei Nikolajewitsch Samoilow

Juri Konstantinowitsch Sewenard

Alexei Semjonowitsch Sedow

Gennadi Nikolajewitsch Selesnjew

Igor Dmitrijewitsch Sergejew

Katja Sergeenko

Anatoli Eduardowitsch Serdjukow

Igor Iwanowitsch Setschin

Konstantin Semjonowitsch Sidenko

Juri Iljitsch Skuratow

Alexander Pawlowitsch Smolenski

Walentin Alexejewitsch Sobolew

Anatoli Alexandrowitsch Sobtschak

Sergei Semjonowitsch Sobjanin

Alexander Sergejewitsch Sokolow

Josef Wissarionowitsch Stalin (Dschugaschwili) 

Tamara Sinowjewna Stelmachowa

Sergei Wadimowitsch Stepaschin

 Vladimir Strzhalkovskiy

Jegor Semjonowitsch Strojew

Wladislaw Jurjewitsch Surkow

Gennadi Alexandrowitsch Sutschkow

Ljudmila Olegowna Telen

Juri Grigorjewitsch Terentjew

Natalja Alexandrowna Timakowa

Konstantin Alexejewitsch Titow

Tichon (Schewkunow)

Alexander Nikolajewitsch Tkatschow

Karon von Gehrke-Thompson

Konstantin Wassiljewitsch Totzkij

Jelena Wiktorowna Tregubowa

Gennadi Nikolajewitsch Troschew

Wjatscheslaw Iwanowitsch Trubnikow

Juri Petrowitsch Trutnew

Amangeldy Moldagasyjewitsch Tuleew (Aman Gumirowitsch)

 Arkadi Fedorowitsch und Olga Sergejewna Tjurini

Leonid Wassiljewitsch Tyagatschew 

Wladimir Usolzew

Wladimir Wassiljewitsch Ustinow

Sergei Konstantinowitsch Uschakow

Gennadi Matwejewitsch Fadajew

Wiktor Dmitrijewitsch Fjodorow

Nikolai Wassiljewitsch Fjodorow

Wjatscheslaw Alexandrowitsch Fetissow

Wladimir Michailowitsch Filippow

Michail Jefimowitsch Frandkow

Sergei Ottowitsch Frank

Michail Frolow

Andrei Alexandrowitsch Fursenko

Irina Mazuowna Chakamada

Nikolai Michailowitsch Charitonow

Alexander Nikolajewitsch Charketschewski

Alexander Gennadijewitsch Chloponin

Michail Borissowitsch Chodorkowski

Wiktor Borissowitsch Christenko

Juri Jakowlewitsch Tschaika

Sergei Wiktorowitsch Tschemesow

Wladimir Tscheremuschkin

Wiktor Wassiljewitsch Tscherkessow

Wiktor Stepanowitsch Tschernomyrdin

Tamara Pawlowna Tschischowa

Anatoli Borissowitsch Tschubais

Wladimir Jewgenjewitsch Tschurow

Igor Abramowitsch Schadchan

Wladimir Anatoljewitsch Schamanow

Jewgeni Iwanowitsch Schaposchnikow

Juri Schwez

Michail Jefimowitsch Schwydkoi

Wladimir Nikolajewitsch Schewtschenko

Juri Leonidowitsch Schewtschenko

Iwan Iwanowitsch Schelomow

Petr Iwanowitsch Schelomow

Jelisaweta Alexejewna Schelomowa

Anatoli Schestakow

Wassili Borissowitsch Schestakow

Nikolai Wladimirowitsch Schipil

Jacques René Chirac

Alexander Awramowitsch Schkrebnew

Jekaterina Tichonowna Schkrebnewa

Olga Alexandrowna Schkrebnewa

Uljana Awramowna Schkrebnewa

Sergei Koschugetowitsch Schoigu

Gerhard Schröder

Christian Striffler

Igor Iwanowitsch Schuwalow

Felix Sussewitsch Schulman

Wassili Timofejewitsch Schumilow

Juri Semjonowitsch Schustizki

Igor Olegowitsch Schtschogolew

Alexander Alexandrowitsch Schtschelkanow

Wladimir Nikolajewitsch Schtscherbak

Wjatscheslaw Nikolajewitsch Schtscherbakow

Ludwig Erhard

Mina Moissejewna Judizkaja

Ilja Arturowitsch Juschanow

Walentin Borissowitsch Jumaschew

Igor Chanukowitsch Jussufow

Wiktor Andrejewitsch Juschtschenko

Grigori Alexejewitsch Jawlinski

Wassili Grigorjewitsch Jakemenko

Weniamin Fedorowitsch Jakowlew

Wladimir Anatoljewitsch Jakowlew 

Wjatscheslaw Wladimirowitsch Jakowlew

Wladimir Iwanowitsch Jakunin

Wiktor Fedorowytsch Janukowytsch

Sergei Wladimirowitsch Jastrschembski